# Liza argentea
 Liza argentea és un peix teleosti de la família dels mugílids i de l'ordre dels perciformes.

## Morfologia
Pot arribar als 45 cm de llargària total.

## Distribució geogràfica
Es troba a les costes del sud d'Austràlia (des d'Austràlia Occidental fins a Queensland).